# 1974년 대한민국의 영화
다음은 1974년에 대한민국에 개봉한 영화에 관하여 서술한다.

## 흥행 주요 기록
외화에서는 <빠삐용>이 추석 무렵인 9월 7일 명보극장에서 개봉하여 11월 27일 외화 쿼터제로 내려가기 전까지 서울관객 약 40만명을 동원해 1위를 차지했으며, 같은 날 단성사에서 추석 특집으로 개봉한 그리스 영화 <금발의 나타샤>(1969)가 321,483명의 서울 관객을 동원하며 뒤를 따랐다.
방화에서는 <별들의 고향>이 서울 46만 4천명을 동원해 방화 1위를 차지했다.

## 이벤트 및 수상
- 제 10회 한국 연극 영화 TV 예술상
- 제 13회 대종상 영화제